# Louise-Victorine Ackermann
Louise-Victorine Ackermann (Párizs, 1813. november 30. – Nizza, 1890. augusztus 3.) parnasszista francia költőnő.

## Életrajz
Louise-Victorine Choquet néven született Párizsban. Néhány évvel később szüleivel és két lánytestvérével vidékre költöztek. Apjának köszönhetően már fiatalon az irodalom és a filozófia felé fordult, olvasta Platón, Buffon és Voltaire műveit, verseket írt. 1829-től Párizsban tanult. Irodalomtanára, Félix Biscarrat miután megtudta, hogy tanítványa verseket ír, megmutatta azokat jó barátjának, Victor Hugónak, aki tanácsokkal látta el a fiatal költőnőt. Félix Biscarrat hatására Byron, Shakespeare, Goethe és Schiller művei mellett Victor Hugo, Alfred de Vigny, Alfred de Musset és Sénancour munkásságával is megismerkedett.
Apja halálát követően, anyja nyomására Louise egy időre felhagyott az írással. 1838-ban egy évre Berlinbe utazott, hogy tökéletesítse német tudását a Humboldt Egyetemen. Három évvel később, anyja halála után ismét visszatért Berlinbe, ahol találkozott a francia nyelvész Paul Ackermannal. Saját bevallása szerint nem szerelemből ment hozzá Ackermannhoz, mégis két boldog évet éltek együtt. 1846-ban Ackermann váratlanul meghalt, ekkor Louise egyik testvéréhez költözött Nizzába, ahol földet vásárolt, hogy a mezőgazdaságból tartsa fenn magát. Csak évekkel később kapott újra kedvet a költészethez.
1855-ben jelent meg a Contes (Mesék), 1861-ben a Poésies philosophiques (Filozófiai költemények), majd 1863-ban a Contes et Poésies (Mesék és versek) című kötete. Louise Ackermann valódi hírnevét az 1874-ben megjelent, Poésies, premières poésies, poésies philosophiques (Költemények, korai költemények, filozófiai költemények) című kötetének köszönhette, amelyben komor, erőteljes hangon lázadt fel az emberi szenvedés ellen. Hamarosan visszaköltözött Párizsba, ahol irodalmi szalont tartott fenn, a korszak jeles művészeit gyűjtve maga köré. Még egy prózai kötete jelent meg Pensées d'un solitaire (Egy magányos ember gondolatai) címmel 1883-ban. 1890-ben halt meg Nizzában.

## Magyar vonatkozás
Justh Zsigmond az 1880-as évek második felében többször járt a költőnő párizsi szalonjában. "Családjáról és barátokról
beszélgetnek, és feljegyzi, hogy a költőnő „mint nagy cranolog” megvizsgálja a koponyáját."

## Fordítás
- Ez a szócikk részben vagy egészben a Louise-Victorine_Ackermann című francia Wikipédia-szócikk ezen változatának fordításán alapul.  Az eredeti cikk szerkesztőit annak laptörténete sorolja fel. Ez a jelzés csupán a megfogalmazás eredetét és a szerzői jogokat jelzi, nem szolgál a cikkben szereplő információk forrásmegjelöléseként.